# Glabellula sufflava
Glabellula sufflava är en tvåvingeart som beskrevs av Francois 1969. Glabellula sufflava ingår i släktet Glabellula och familjen svävflugor.
Artens utbredningsområde är Spanien. Inga underarter finns listade i Catalogue of Life.